# B404 (België)
De B404 is een kort stuk verbindingsweg (bretelle) die de Belgische A11/E34 verbindt met de R43, de ring rond Eeklo. De weg wordt in de volksmond ook wel "Den Teut" genoemd. Oorspronkelijk had dit wegdeel 'R43a' als nummer, waarom dit veranderd is in de toch weinig gebruikelijke B-nummering is niet gekend. Veel wegwijzers verwijzen nog steeds naar R43a, enkel op de hectometerpaaltjes is B404 te lezen.
De weg is ingericht als autoweg met twee van elkaar gescheiden rijstroken. Er zijn twee gelijkvloerse kruisingen, een eerste met de museumspoorlijn 58 Eeklo-Maldegem, en een tweede met de Vrouwestraat. De woningen en boerderijen aan de Vrouwestraat zijn enkel via die weg bereikbaar.
De aansluiting met de R43 en de N9 is uitgerust met een conflictvrije verkeerslichtinstallatie, en de aansluiting met de Belgische A11/E34 is ongelijkvloers uitgevoerd.
B101 · B102 · B201 · B202 · B401 · B402 · B403 · B404 · B501 · B601 · B602 · B901